# イワナ

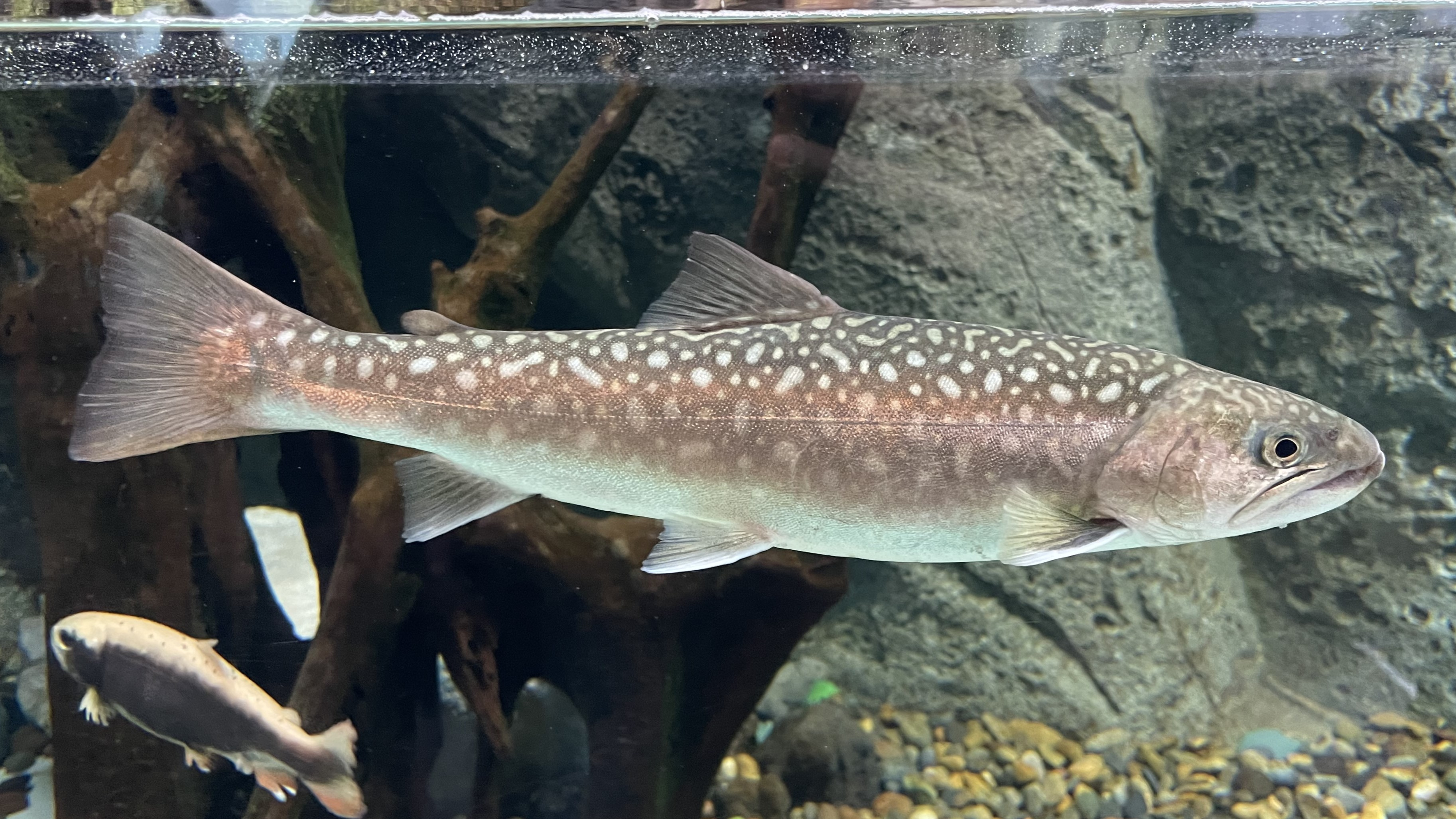
ニッコウイワナ

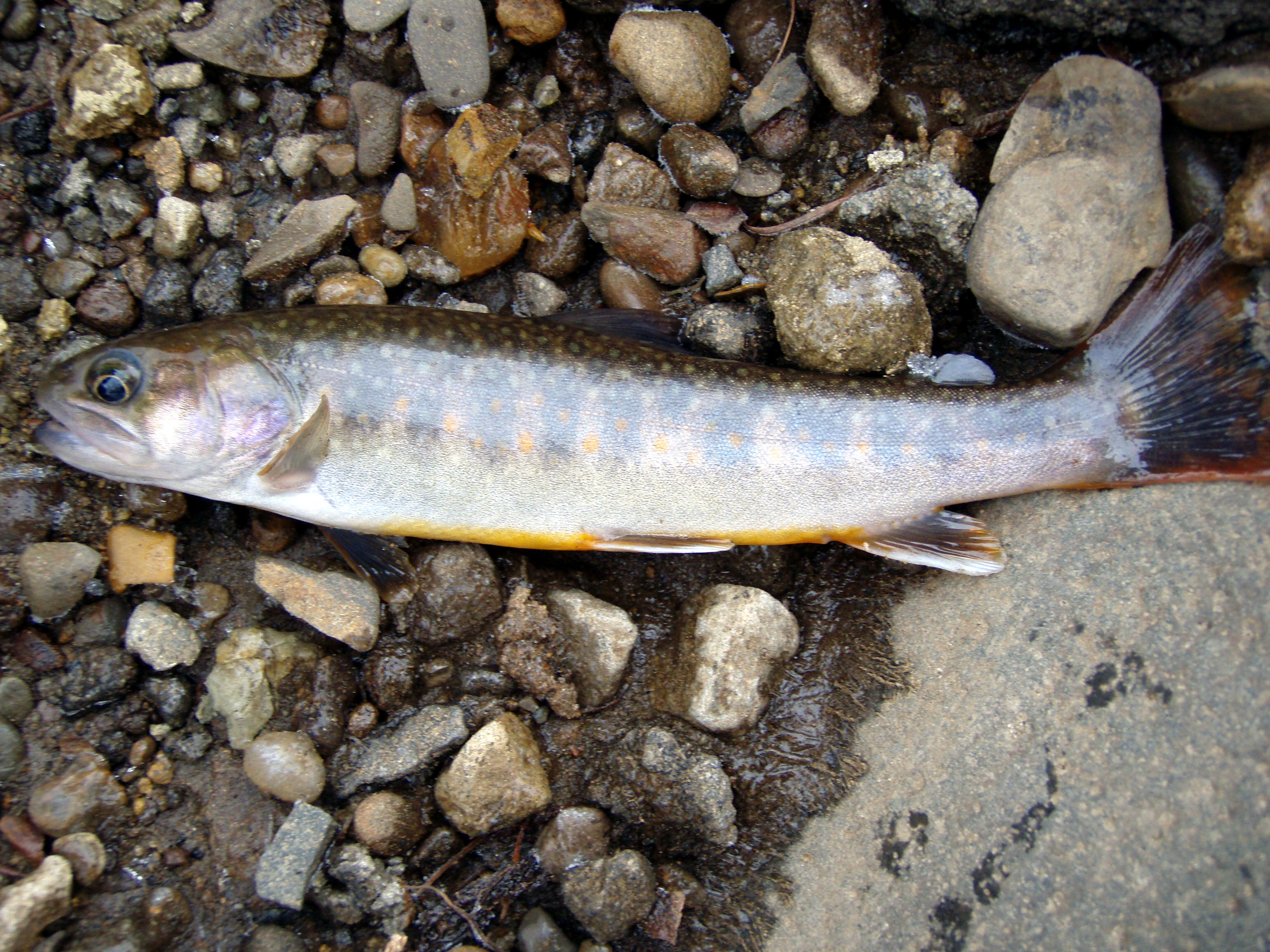
ヤマトイワナ

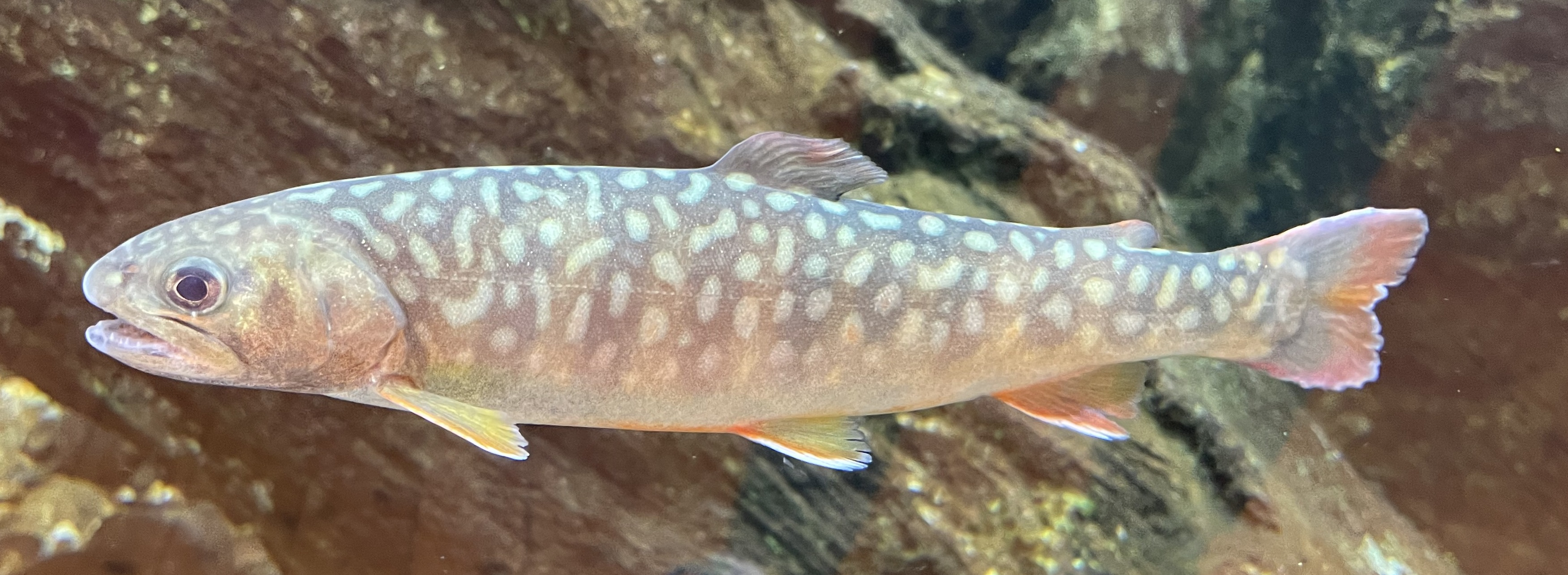
ゴギ

イワナ（岩魚、嘉魚、𩸶、鮇）は、サケ目サケ科イワナ属の魚。分類上は、イワナ属のうちの1種にイワナという和名がつけられているが、近縁種のオショロコマも含めて広義のイワナとして扱われることが多い。本稿ではイワナ、オショロコマを含むイワナ属の魚を総称して、イワナ類と呼ぶ。
また地方によって、イモナ、イモウオ、エノハ(九州)、キリクチ(和歌山)、ゴギ(山陰)、タンブリ(山陰)などとも呼ばれている。

## 概要

### 生態
貪欲な肉食性で、動物性プランクトン、水棲昆虫、他の魚、サワガニ、河畔樹木から落下する虫、カエル、サンショウウオ、時に蛇などを食べる。産卵期は10月-1月頃で産卵床は本流に流入する支流が多い。2年魚以降で18cm-22cmを超えるとオス・メス共に性的に成熟し、数年にわたって繁殖行動を行なう。 受精卵は水温10℃で50日程度で孵化する。寿命は6年程度とされるが、人為的な飼育環境下では30年近く生きる場合もある。厳冬期の個体は体色が黒ずんでいて、この黒ずみは釣り人の間で「さび」と呼ばれるが、水温が上昇し活発に摂餌する頃になると「さび」は消えていく。
日本のイワナ類のほとんどが一生を淡水で過ごす魚で、河川の最上流の冷水域などに生息する場合が多い。多くの種類が食用とされ、渓流釣りの対象魚としても人気がある。イワナ属には、世界で30数種が知られているが、その多くがスポーツフィッシングの対象魚として人気が高く、日本では俗に「渓流の王様」とも呼ばれている。餌に川虫、ミミズ、イクラ、チョウ、トンボ、蜘蛛、サワガニ、ウグイ、カエル等が用いられる。ルアーではスプーン、スピナー、小型のミノーが効果的。
現在の日本のイワナ類は、生息する地域、河川によって、形態が少しずつ異なる地域変異があり、いくつかの亜種に分ける分類もある。また、これらの亜種、地域変異の個体群は、かつてはすべてが別種であると扱う見解も主張されたことがある。しかし、その後そのような分類は同一種の地域的な変異を誤解したものであると指摘された。日本産のイワナ類がこのように大きな変異を持っている理由として、イワナ類の生息至適水温と過去の地球の気候の変化を挙げる見解がある（後述）。
また、イワナとヤマメは、いずれも上流域に生息するが、イワナの方がやや冷水を好む。それぞれが単独で生息する川では、どちらの魚も上流域を占有するが、両者が生息する川では、混在することなく、最上流域をイワナが、そして上流域のある地点を境に、それより下流をヤマメが占有するという事が生物学の棲み分けの一例としてしばしば紹介される。しかし砂防堰堤等により生息場所や産卵場所が限れたり、イワナ域とヤマメ域関係なく両者を混在し放流するなどが原因とみられるイワナとヤマメの交雑個体がみられる。（後述のカワサバを参照）

### 混血・交雑イワナ
イワナ系、オショロコマ系以外にも、日本に人為的にカワマス、レイクトラウトなどが移入され、一部地域で外来種として定着している。また、イワナ類の種間、あるいはヤマメなどとは、自然状態で交雑が行われており、雑種が生息している地域もある。特に外来種のカワマスとは容易に交雑し、雑種一代目は成長はよいが繁殖力が落ちるため、純粋なイワナが滅びる可能性が懸念される。ヤマメと同様一般に各地で見られるイワナは、その多くが遊漁（釣り）目的に養魚繁殖魚を放流したものであり、これがその地域に本来生息していた個体と混血し、純粋な地域型個体が残っている河川はかなり少ないと考えられている。

## 日本産イワナ類の特徴
世界的に見ると、イワナ類も他のサケ類と同様、成長過程で海に下り、成熟して川を遡上する降海型の生活史をもつ。しかし、イワナ類は、冷水環境を好む魚であり、日本産のイワナは、世界のイワナ類の中で最も緯度の低い、温暖な地方に生息する南限の種である。したがって、日本のイワナ類は、暖かい海には下らずに、冷水の流れる河川の源流付近に一生とどまる河川残留型（陸封型）の生活史をもつ場合が多い。日本のイワナ類で降海型の個体群は北陸地方以北で見られ、北海道産のイワナ（地域個体群)などが知られている。高緯度地域ほど降海個体が生じやすいが東京湾でも希に降海型と考えられる個体が捕獲されることがある。
過去の氷期の寒冷気候の下では、日本のイワナ類も、海と河川を往復する降海型であったことが推測され、氷期の終焉に伴う気候の温暖化で、河川の上流域に陸封されたとされる。その後の長い年月の間に、各地方、各河川のイワナが、遺伝的な交流のない状態で独自に変化していったと考えられている。
こうして形成された隔離された個体群は、20世紀後半以降、開発による生息環境の減少、生息域を同じくする他の魚類や他亜種との競合、外来種の放流による競争、マニアによる乱獲などにより、その生存が脅かされている。特に、産地が限定される中部日本以西では深刻である。

## イワナ属の種・亜種

### イワナ
学名 Salvelinus leucomaenis
体色は褐色から灰色。体には背部から側面にかけて、多数の白い斑点が散らばる。夏でも水温が摂氏15度以下の冷水を好む。個体の特徴は地方によって様々に異なるが、アメマス、ニッコウイワナ、ヤマトイワナ、ゴギの4亜種とする見解があった。1938年、大島はプルヴィウスが赤い斑点を持ったイワナであるとの前提の下で、日本のイワナをカラフトイワナ、ミヤベイワナ、エゾイワナ、プルヴィウスの四種に分類した。しかし、後にプルヴィウスが橙黄色の斑点を持つ種であったことに気付いた大島は、1961年、赤い斑点を持ちそれまでプルヴィウスとしていたイワナをヤマトイワナ、本来のプルヴィウスをニッコウイワナと改めて、その分類を修正した。したがって、カラフトイワナ、ミヤベイワナ、エゾイワナと合わせ、五種のイワナに分類されることとなった。これに対して、1967年、今西はカラフトイワナとミヤベイワナは同種（マルマ（オショロコマ））であり、エゾイワナとニッコウイワナとヤマトイワナも同種（リュウコメニス）であるとして、日本のイワナはマルマとリュウコメニスの二種であると主張した。今西は、それぞれのイワナに見られる差異は同一種による地方的変異に過ぎないとし、「日本のイワナの分類がはなはだしく混乱した理由の一つは、まったくこの亜種にさえも達しないクラインのなかの地方型を、ことさらに種に見立てようとして無理したからであった」と主張した(今西(1967))。現在、日本のイワナは二種であるという見解が一般的である。

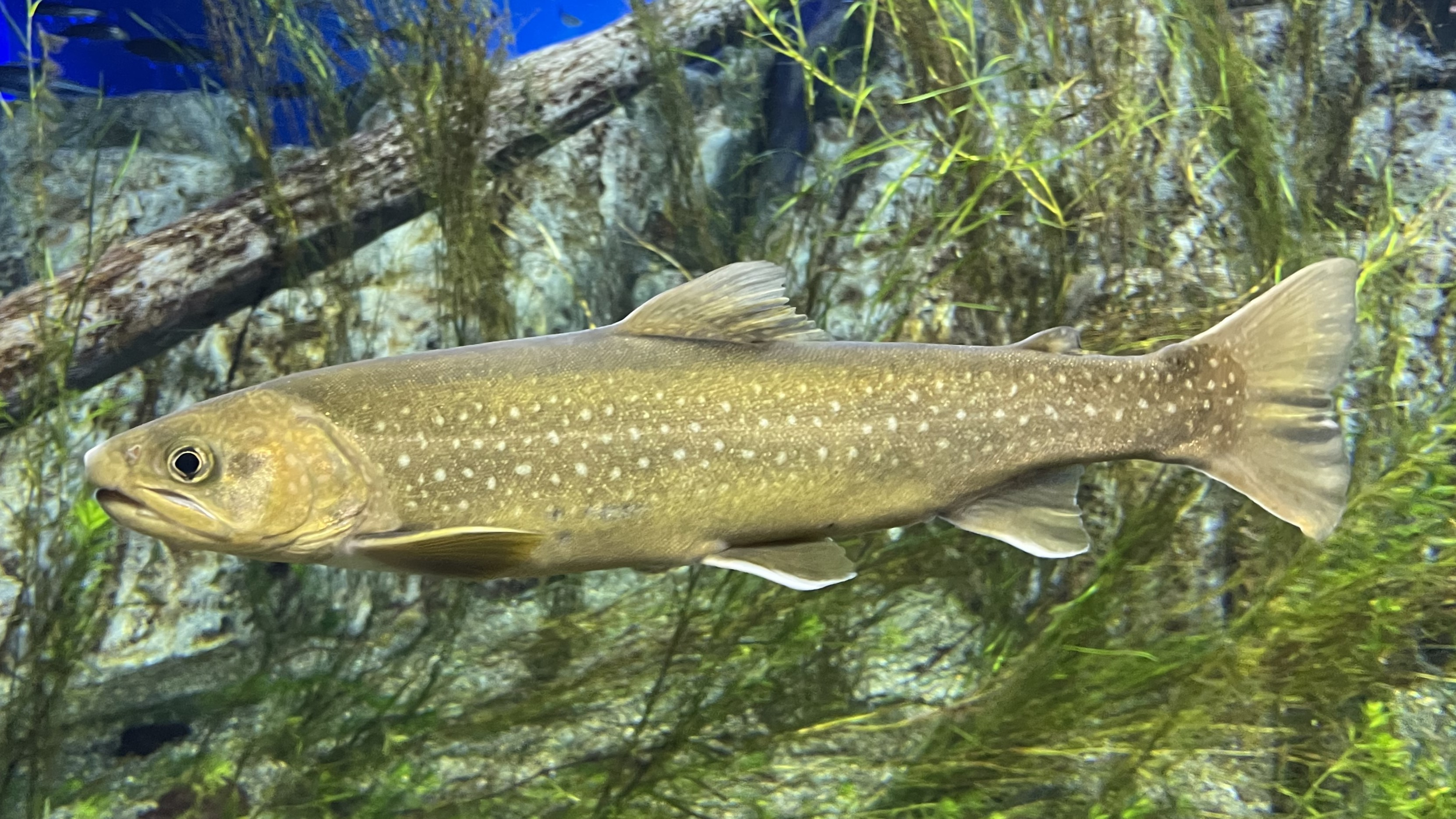
アメマス

地域個体群
アメマス（エゾイワナ）

学名 Salvelinus leucomaenis leucomaenis
日本では千葉県以北の太平洋側、山形県以北の日本海側に生息するイワナの地域個体群。朝鮮半島東岸、樺太、千島列島、カムチャツカ半島までの河川とオホーツク海、ベーリング海に分布する。イワナでは唯一、降海型と河川残留型（陸封型）がおり、河川残留型はエゾイワナとも呼称される。アメマスは最大の全長 70-80 cm、7 kg まで。河川残留型では 35 cm 程度が一般的。体側の白点が最も目立つ個体。
降海型のアメマスは、2年目に海に下り、2年以上海で過ごし、成熟すると産卵のために川を遡上する。
ニッコウイワナ

学名 Salvelinus leucomaenis pluvius
イワナの地域個体群で、東北地方、関東地方の山岳部から、滋賀県、鳥取県にかけて分布。全長 30-80 cm 程度まで。体側の白斑ははっきりしているが、側面から腹部にかけて、より大きな橙色-薄桃色の斑紋が散在する。
情報不足（DD）（環境省レッドリスト）
ヤマトイワナ

学名 Salvelinus leucomaenis japonicus、
イワナの地域個体群で、本州中部地方の太平洋側、山岳地帯の河川に生息。体長 25 cm。他のイワナの地域個体群のような白い斑点が目立たず、側面により小型で紅色の小斑が散らばる。
ENDANGERED (IUCN Red List Ver. 3.1 (2001))

ゴギ
学名 Salvelinus leucomaenis imbrius

絶滅危惧II類 (VU)（環境省レッドリスト）
イワナの個体群で、中国地方の島根県、岡山県、広島県、山口県などの山岳地帯の源流域に生息。背部から体側の白斑が、頭部にも続いているのが目立つ。体長は 20 cm 程度。ゴギの分布の西南限は、日本海側では島根県の横田川（現：高津川）、瀬戸内海側では山口県の岩国川（現：錦川）であるとされる。環境省の汽水・淡水魚類レッドリストにおいては絶滅危惧II類に分類される。捕獲に関しては禁漁区が設定されたもとで保護されているが、禁漁区以外では他のイワナやヤマメに対して自治体と漁協が設けている漁期、体長制限などが適用される。
広島県など中国地方では、ゴキとも呼称される。
キリクチと呼称されている個体群が、紀伊半島の十津川水系（奈良県）にのみ分布しているが、イワナの地域変異型として考える場合が一般的になっている。この個体群が、イワナ類の南限とされている。現在は２水系に２つの遺伝的に異なる集団が残るが、かつては十津川水系の上流部や日高川水系にも生息していた。遊漁者による捕獲やアマゴとの生息域の競合、遊漁目的に放流されたニッコウイワナ型の地域個体群との交雑、土砂流入による河床の平坦化により生息数は急激に減少している。1992年から2004年まで行われた三重大学大学院生物資源学研究科、奈良大学らのチームによる調査によれば、「キリクチはアマゴとの種間関係において劣勢にある可能性が示唆され、サケ科魚類が遺伝的多様性を維持し存続するための最低個体数は2500尾程度とされているが、2004年の生息数は1000尾程度と推定される」としている。
IUCN レッドリストでは、キリクチを、英名 Kirikuchi char、学名 Salvelinus japonicus として、他のイワナとは別種として取り扱っており、単独で絶滅危惧種に指定している。また、環境省の絶滅のおそれのある地域個体群と1962年には奈良県の天然記念物に指定されている。2003年以降キリクチ個体群の保護及び増殖を目的とし、禁漁区の設定、密猟者の摘発、河川での淵（深み）の造成、競合するアマゴの除去などの施策が順次実施され、生息数の増加が報告されている。

### その他のイワナ属
オショロコマ
学名 Salvelinus malma
イワナの白い斑点に対し、黄色、橙色、あるいは赤色の斑点が体側に散在する。イワナよりもさらに寒冷気候に適応した種類。オショロコマ（同名亜種）、ミヤベイワナ、サザンドリーバーデンの3亜種が知られ、日本では北海道の道東、道北、山岳地帯にオショロコマとミヤベイワナが生息する。
オショロコマ
学名 Salvelinus malma malma
オショロコマの同名亜種。北極海と太平洋北部に広く分布。太平洋岸では、朝鮮半島、北海道の道東、道北、羊蹄山周辺からベーリング海、アラスカからアメリカワシントン州にかけて分布。
絶滅危惧II類 (VU)（環境省レッドリスト）
ミヤベイワナ
学名 Salvelinus malma mitabei
北海道十勝地方の然別湖とそこに流れ込む水系に生息する、オショロコマの日本固有亜種。
絶滅危惧II類 (VU)（環境省レッドリスト）
サザンドリーバーデン
学名 Salvelinus malma krascheninnikova
カワマス
学名 Salvelinus fontinalis Mitchill
北アメリカ大陸に分布。背面と背ビレが暗緑色-緑がかった暗褐色で、小斑がつながった不規則な模様があり、側面に薄青色で囲まれた赤い斑点が散在する。日本では上高地の梓川に放流された個体がイワナと交雑しイワナの純粋種が減少している。
レイクトラウト
学名 Salvelinus namaycush
基本的に冷水性の湖沼に住む完全な湖沼残留型（陸封型）のイワナであり、北アメリカ大陸、カナダ北部からアメリカ、ニューイングランド地方にかけて、五大湖の流域が原産地だが、北アメリカ大陸の他の地域にも広く移入された。日本では中禅寺湖に移植されている。
ホッキョクイワナ
学名 Salvelinus alpinus
- Salvelinus alpinus (Linnaeus, 1758) (Arctic char)
- S. a. alpinus (Linnaeus, 1758) (Arctic char)
- S. a. erythrinus (Georgi, 1775) (davatchan)
- S. a. taranetzi (Kaganowsky, 1955) (Dwarf Arctic char)

#### 交雑種

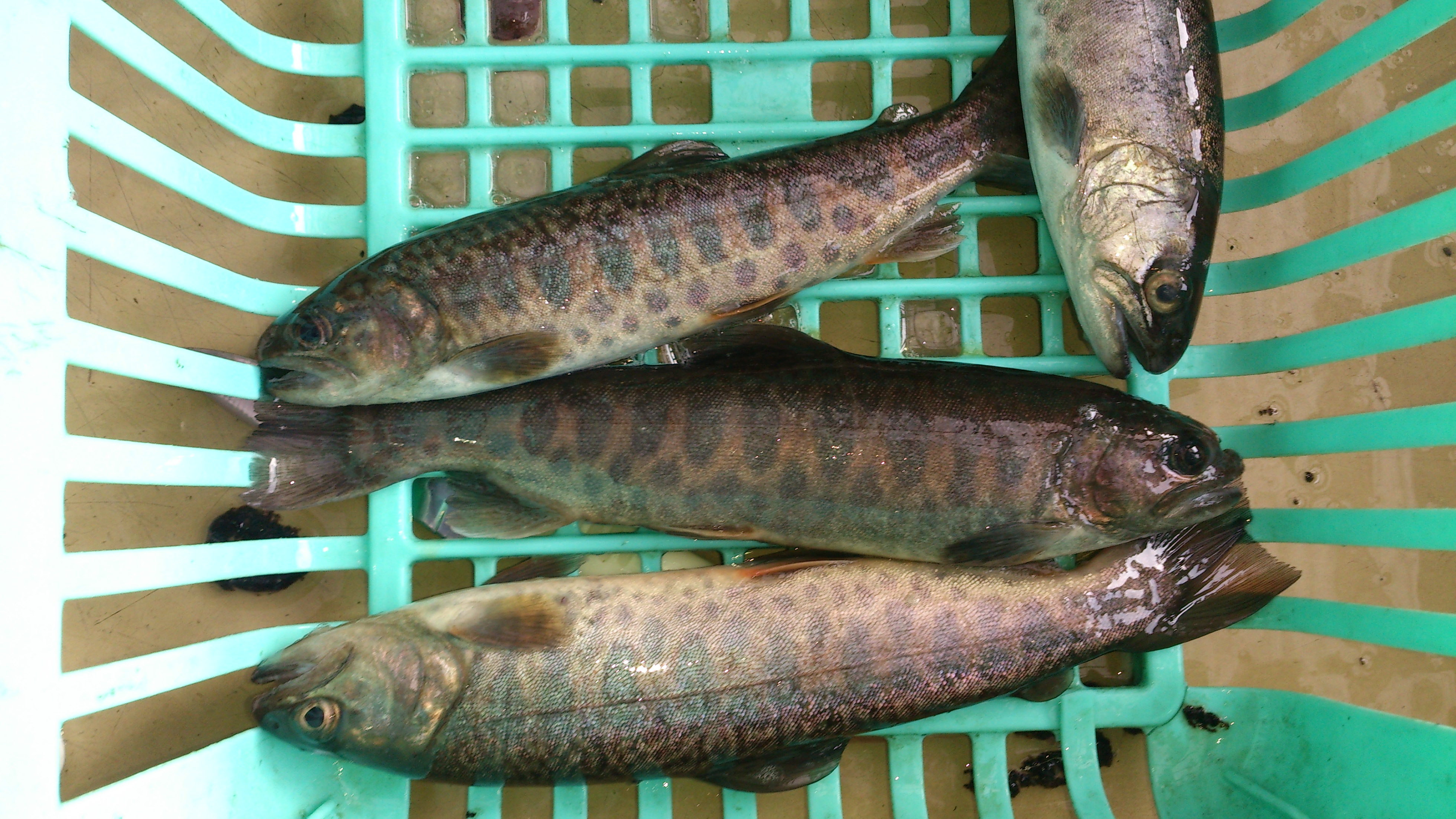
カワサバ（イワナ×ヤマメ）

上4匹カワサバ、下から2番目イワナ、一番下ヤマメ

ジャガートラウト
イワナとカワマスの交雑種。管理釣場などで放流されている。上高地の大正池、梓川にも生息する。その他に管理釣り場ではイワナとニジマスを交配したロックトラウト、イワナ又はカワマスとブラウントラウトと交配したタイガートラウト、後述するイワナとヤマメの交雑種のカワサバもスネークトラウトなどの名前がつけられて放流するなど、イワナと様々な組み合わせの交雑魚が作られている。
カワサバ

イワナとヤマメの繁殖力の無い一代交雑種でイワメの俗称もある。背中の斑点がイワナの特徴である流れる傾向がみられ斑紋が海の魚のサバのように見える事からカワサバと呼ばれるようになった。模様の出現状態は個体により異なる。繁殖能力は無いとする研究と有るとする研究がある。「ヤマメやイワナより寿命が長い」「温度耐性試験の結果両親のイワナ・ヤマメよりも高温に強い」などの特徴を持つとする研究結果がある。自然河川では産卵床形成位置の違いや「生息適水温の違いと産卵時期の違い（イワナ 11-12月、ヤマメ - 9-10月）により産卵場所が分けられ交雑することは少ない」とされているが、ヤマメの生息域拡大や天候の影響や個体差で希に産卵時期が重なることがあり、交雑が生じている。また、河川増水により生息域が交差したり、イワナ域にヤマメ、ヤマメ域にイワナを放流することにより交雑することもある。なお、札幌市豊平川さけ科学館では人工的にヤマメ（サクラマス）とエゾイワナ（アメマス）を交配した魚を展示している。ヤマメの亜種のアマゴやヤマメの降海型のサクラマスとイワナの交雑も確認されているが、いずれもイワナとヤマメの交雑と全く同様の魚が生まれる。

#### 突然変異
無斑・流れ紋
特徴的な白斑、朱点が無かったり不規則な個体が生じることがある。それらの個体は、無斑イワナや模様が不規則な流れ紋イワナと呼ばれる。遺伝的には通常の模様を持つ個体と相違点は無いとされているが、河川により出現率に偏りがある。なお、ニジマス無斑個体は、ホウライマスとして愛知県水産試験場により1980年代に品種固定されている。

## 料理

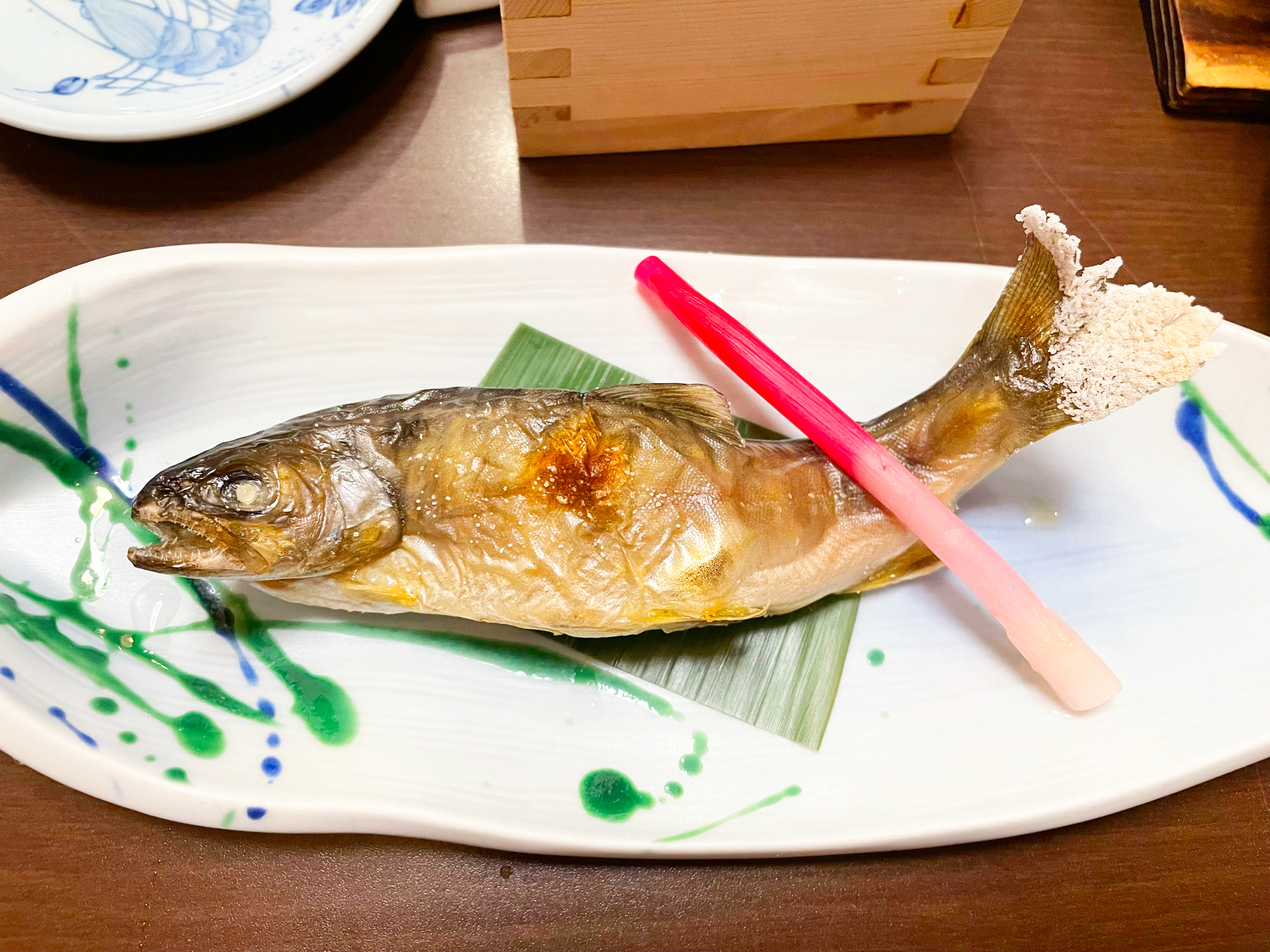
イワナの塩焼き

旬は5-6月から夏にかけて。塩焼きや唐揚げで食べることが多く、淡白な味の白身はヤマメと並び賞される。また焼いた岩魚に熱く燗をつけた日本酒を注いだものは骨酒と呼ばれ、野趣あふれる美味である。

### 寄生虫
養殖個体や河川残留個体(陸封個体)では寄生虫は検出されない事も多いが、水域によっては異形吸虫科（横川吸虫に近縁の寄生虫）や線虫が検出される事がある。従って、生食をすると寄生虫症を発症することがある。

## 資源保護
水域によって異なるが、ヤマメなどと共に産卵期間の10月から翌年2月から4月頃までを中心に、資源保護を主目的とした禁漁期間が設定されている。また、漁法（捕獲方法）と共に、捕獲可能な体長の制限がなされている場合も有る。

## 地方公共団体の魚
下記自治体ではイワナを自治体の魚として指定している。
- 秋田県 東成瀬村[29]
- 長野県 楢川村、青木村

## 参考画像

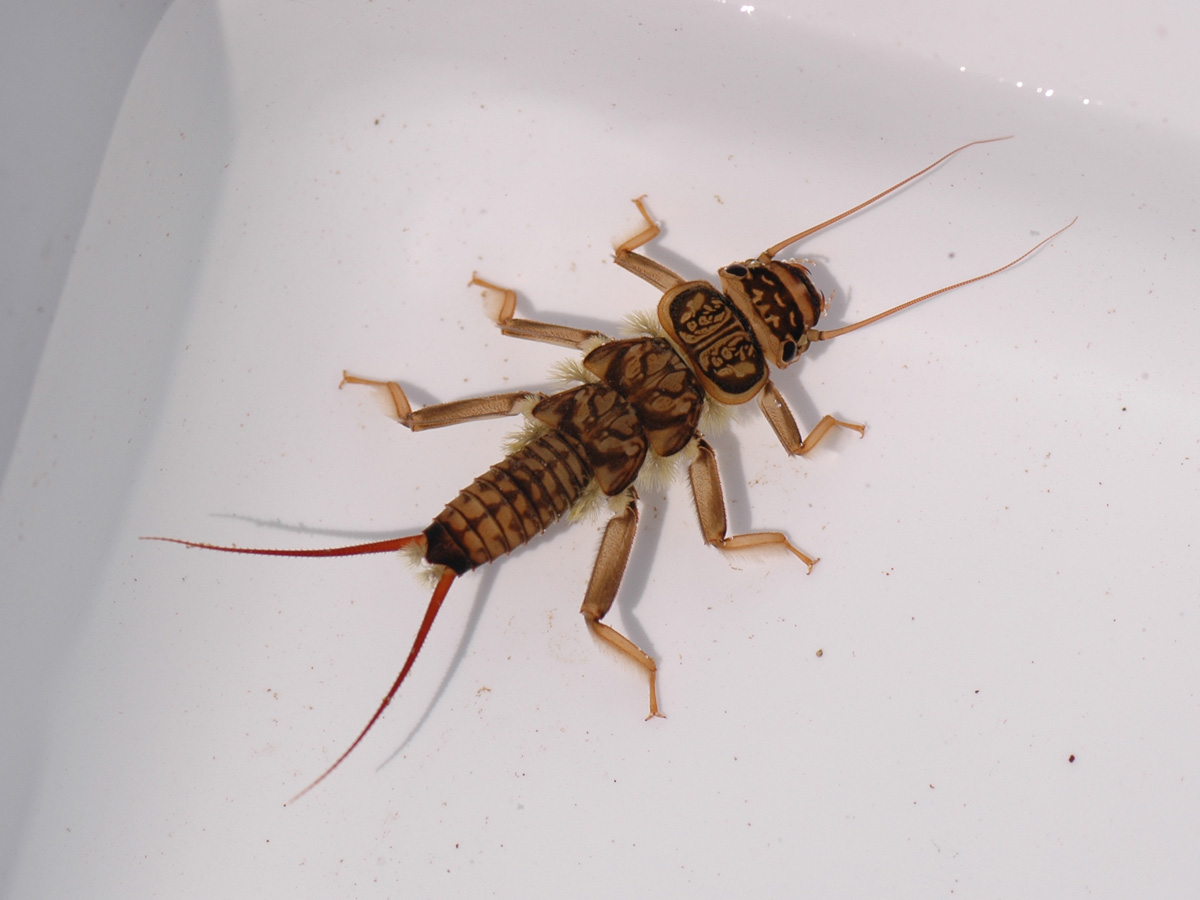
主要な餌となっているカワゲラの幼虫
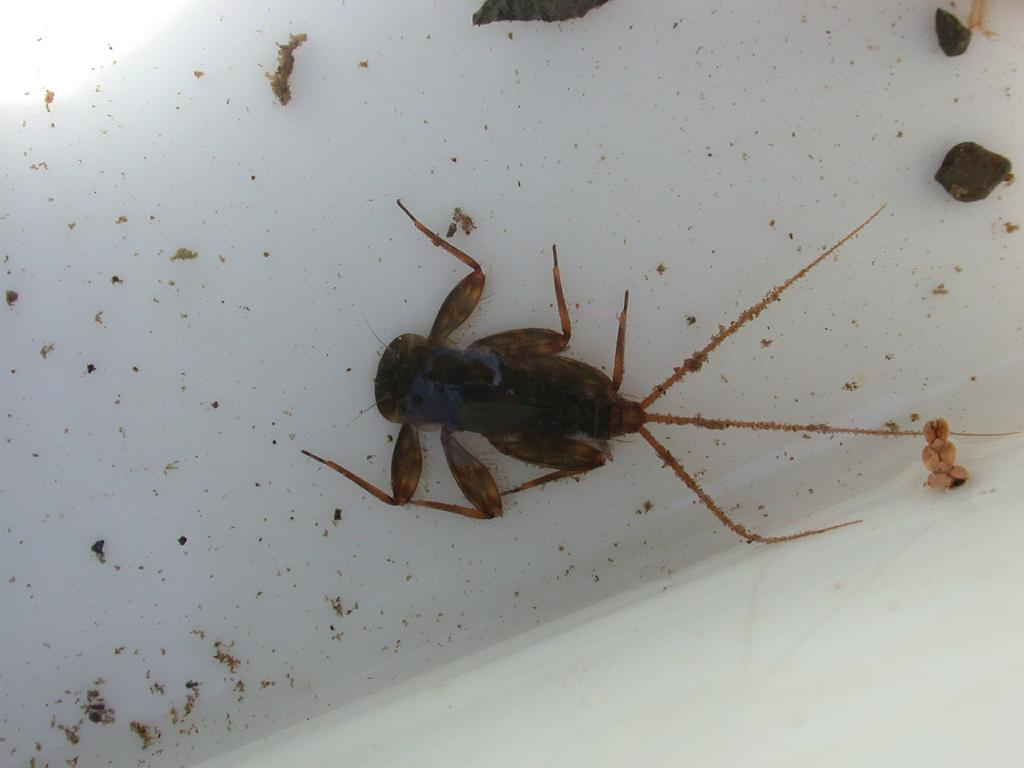
クロタニガワカゲロウの幼虫
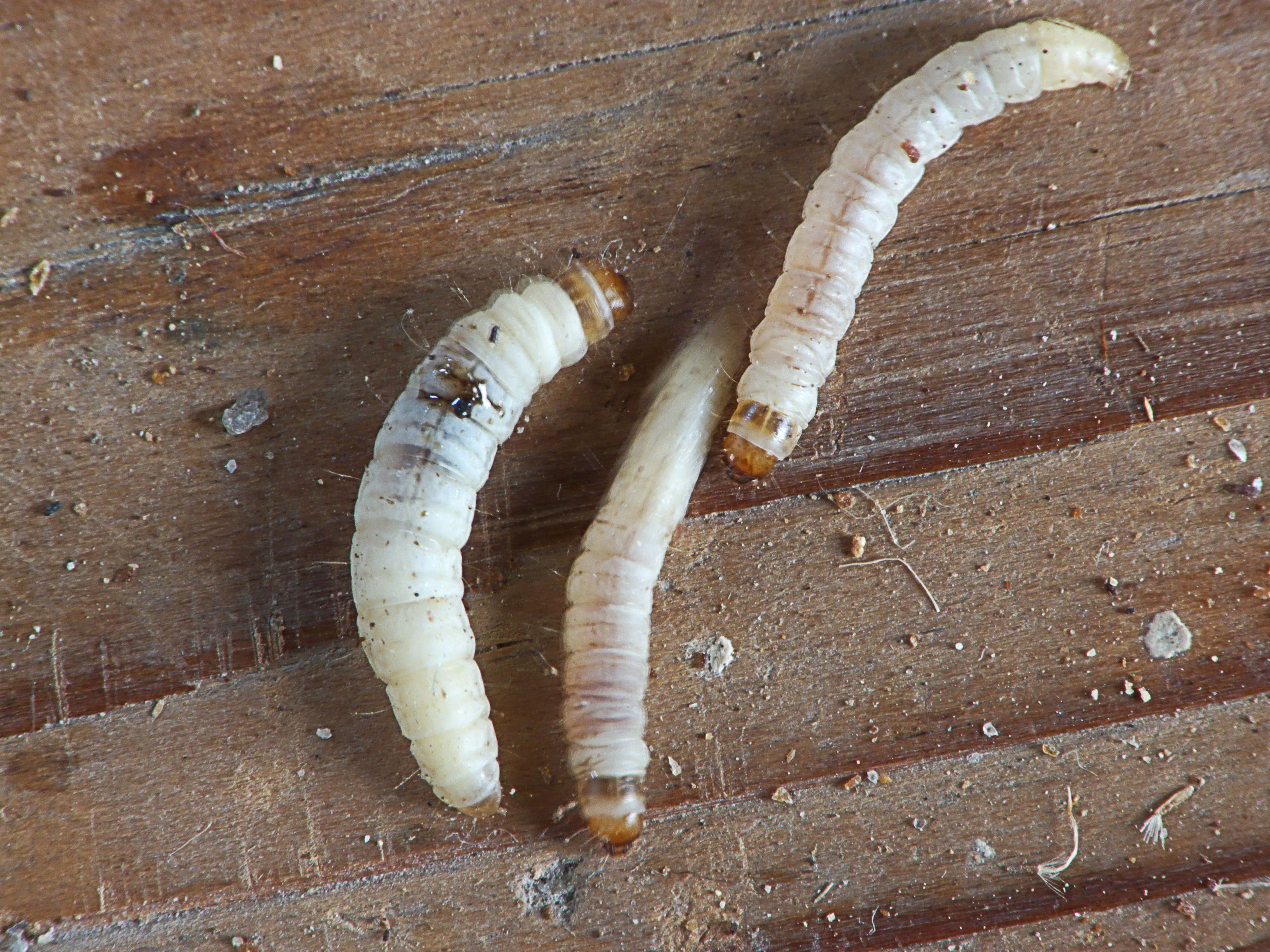
釣り餌としてブドウ虫の代わりに使われているメイガ科のコハチノスツヅリガ（Lesser Wax Moth）の幼虫ワックスワーム （Waxworm）
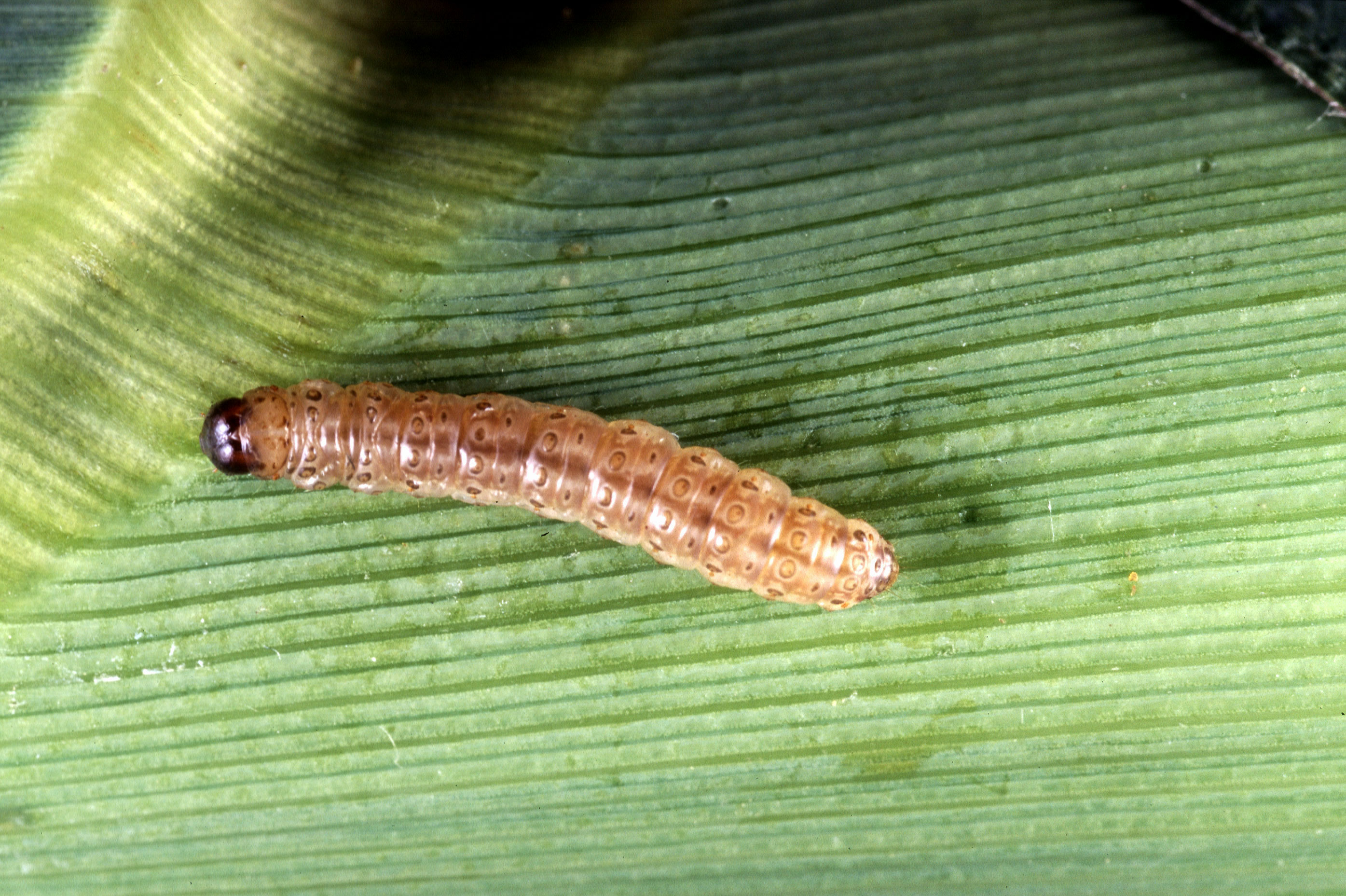
ブドウ虫の代わりに使われているメイガ科のアワノメイガの幼虫
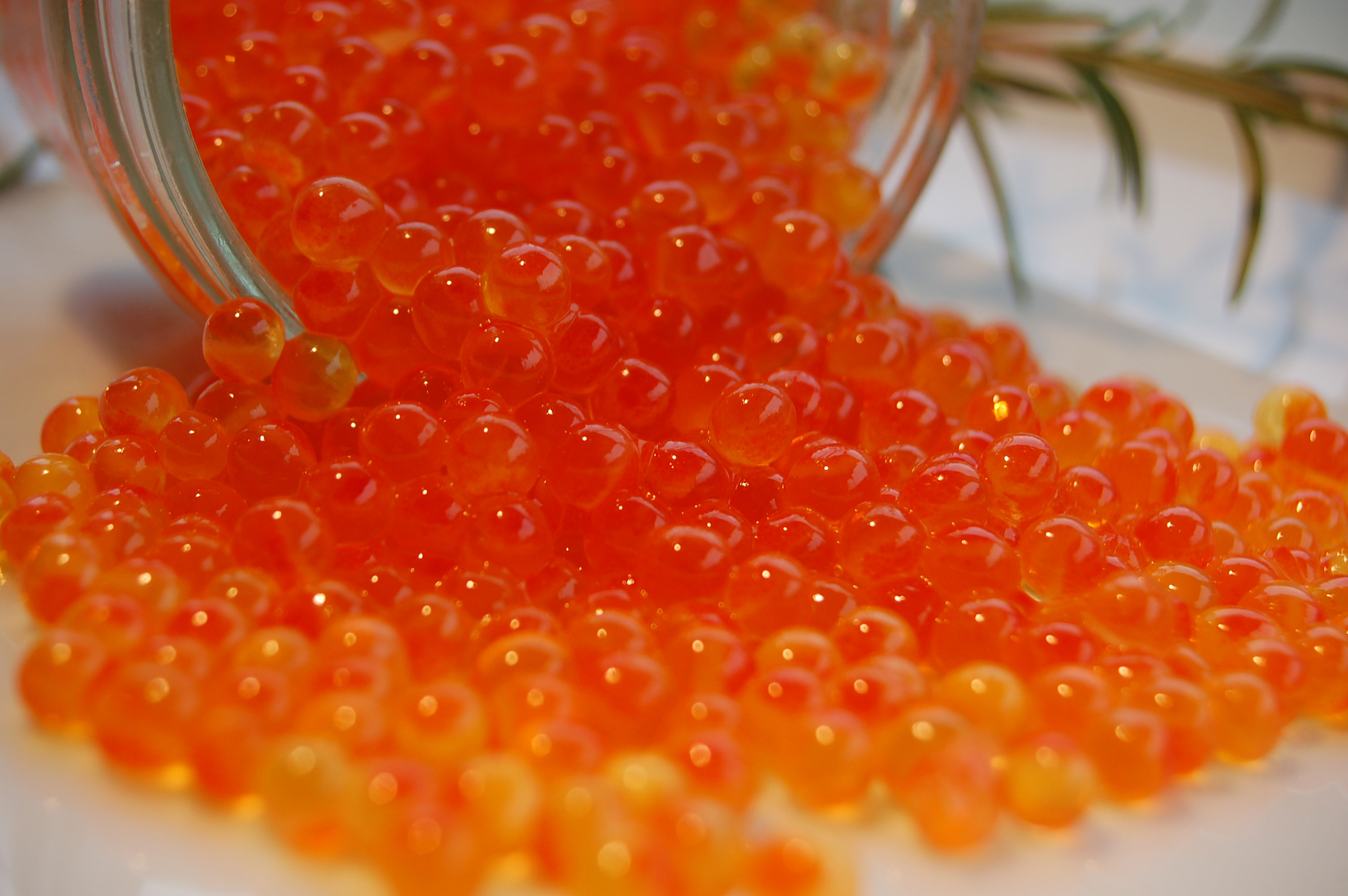
イクラ。 塩蔵品を釣り餌に使用する